# Timofiivka (Crimea)
|  | Per a altres significats, vegeu «Timoféievka». |

Timofiivka (en (ucraïnès) Тимофіївка, en rus: Тимофеевка) és un poble de la República Autònoma de Crimea, a Ucraïna, que el 2014 tenia 414 habitants. Pertany al districte rural de Djankoi.